# Wolfenstein: The Old Blood
Wolfenstein: The Old Blood — шутер від першої особи, розроблений шведською компанією MachineGames і виданий компанією Bethesda Softworks. Вихід гри відбувся 5 травня 2015 року на наступних платформах: PC, PlayStation 4 и Xbox One. Гра є самостійним доповненням серії ігор Wolfenstein, і приквелом гри Wolfenstein: The New Order 2014 року. Головним героєм є Вільям Бласковіц, протагоніст попередніх ігор серії. Розробка почалася в 2014 році, незабаром після виходу The New Order.
Історія розділена на глави, які проходяться одна за іншою, які, в свою чергу, поділяються на дві взаємопов'язані кампанії. У грі представлені різні види зброї, включаючи пістолети, дробовики, і вибухових речовин. Нацисти виграють Другу світову війну. Щоб переломити ситуацію на користь союзників, Бі Джей Бласковіц повинен провести особливу операцію в Баварії. У першій частині «Руді Йегер і Вовче лігво» Бласковіц протистоїть доглядач замку Вольфенштейн і тюремного блоку. Бі Джей робить спробу викрасти координати бази генерала Черепа. У другій частині «Похмура таємниця Хельги фон Шаббс» пошук даних призводить головного героя в місто Вульфбург. Тут археолог Хельга фон Шаббс, одержима окультизмом і темними сторінками німецької історії, здійснює розкопки, в ході яких виявляються таємничі артефакти, наділені зловісної стародавньої силою